# Labeo fimbriatus
Labeo fimbriatus är en fiskart som först beskrevs av Bloch, 1795.  Labeo fimbriatus ingår i släktet Labeo och familjen karpfiskar. IUCN kategoriserar arten globalt som livskraftig. Inga underarter finns listade i Catalogue of Life.